# Gmina Tuchomie
Die Gmina Tuchomie ist eine Landgemeinde im Powiat Bytowski der Woiwodschaft Pommern in Polen. Ihr Sitz ist das gleichnamige Dorf (deutsch Groß Tuchen). Die Gemeinde umfasst 106,3 km² und hat etwa 4200 Einwohner.

## Geografie
Die Landgemeinde liegt im äußersten Nordwesten der seenreichen Kaschubischen Schweiz am Nordhang des Endmoränenzuges Schimmritzer Berge (256 m). Zu den Gewässern gehören der Kamieniczno (Kamenzsee), dem die Kamienica (Kamenzfluss) entspringt. Sie fließt durch Tuchomie zur Słupia (Stolpe). Weitere Seen sind der Białe Jezioro, der Przytarnia und der Jezioro Spore.

## Gliederung
Die Gemeinde ist in 13 Ortsteile („Schulzenämter“) unterteilt:
- Ciemno (Zemmen)
- Kramarzyny (Kremerbruch)
- Masłowice Trzebiatkowskie (Kolonie Groß Massowitz)
- Masłowice Tuchomskie (Groß Massowitz)
- Masłowiczki (Klein Massowitz)
- Modrzejewo (Moddrow)
- Nowe Huty (Neuhütten)
- Piaszno (Pyaschen, ab 1937 Franzwalde)
- Tągowie (Tangen)
- Trzebiatkowa (Radensfelde, bis 1929 Tschebiatkow)
- Tuchomie (Groß Tuchen)
- Tuchomko (Klein Tuchen)
- Zagony (Neufeld) – Das Dorf gehörte bis Dezember 2009 zur Gmina Kołczygłowy.

## Verkehr
Die durch Tuchomie führende Landesstraße DK 20 (Stettin–Gdynia), stellt die Verbindung zu den Nachbarstädten Bytów (Bütow) und Miastko (Rummelsburg) her.